# Chrysochlamys
Chrysochlamys är ett släkte av tvåhjärtbladiga växter. Chrysochlamys ingår i familjen Clusiaceae.

## Bildgalleri

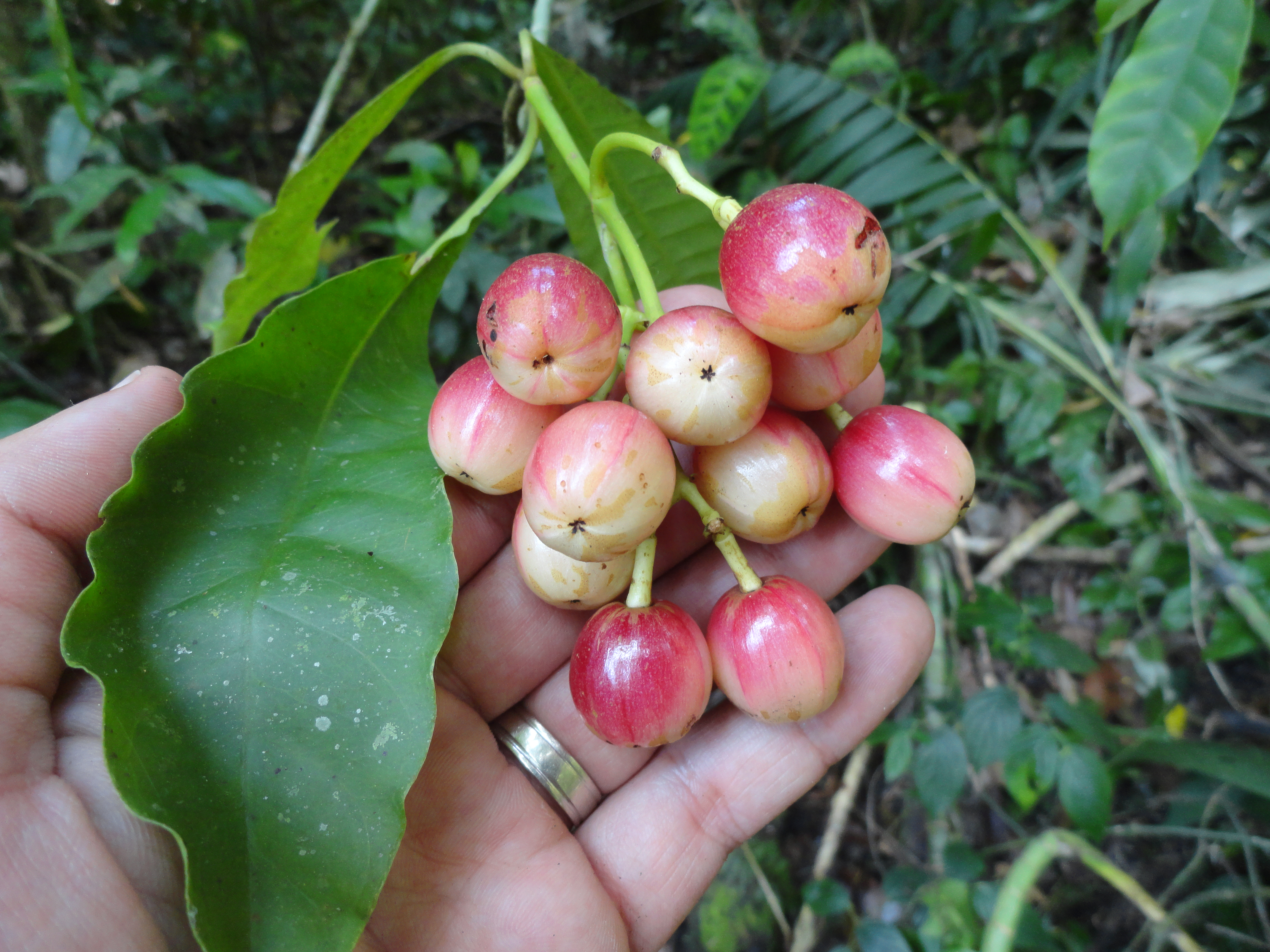
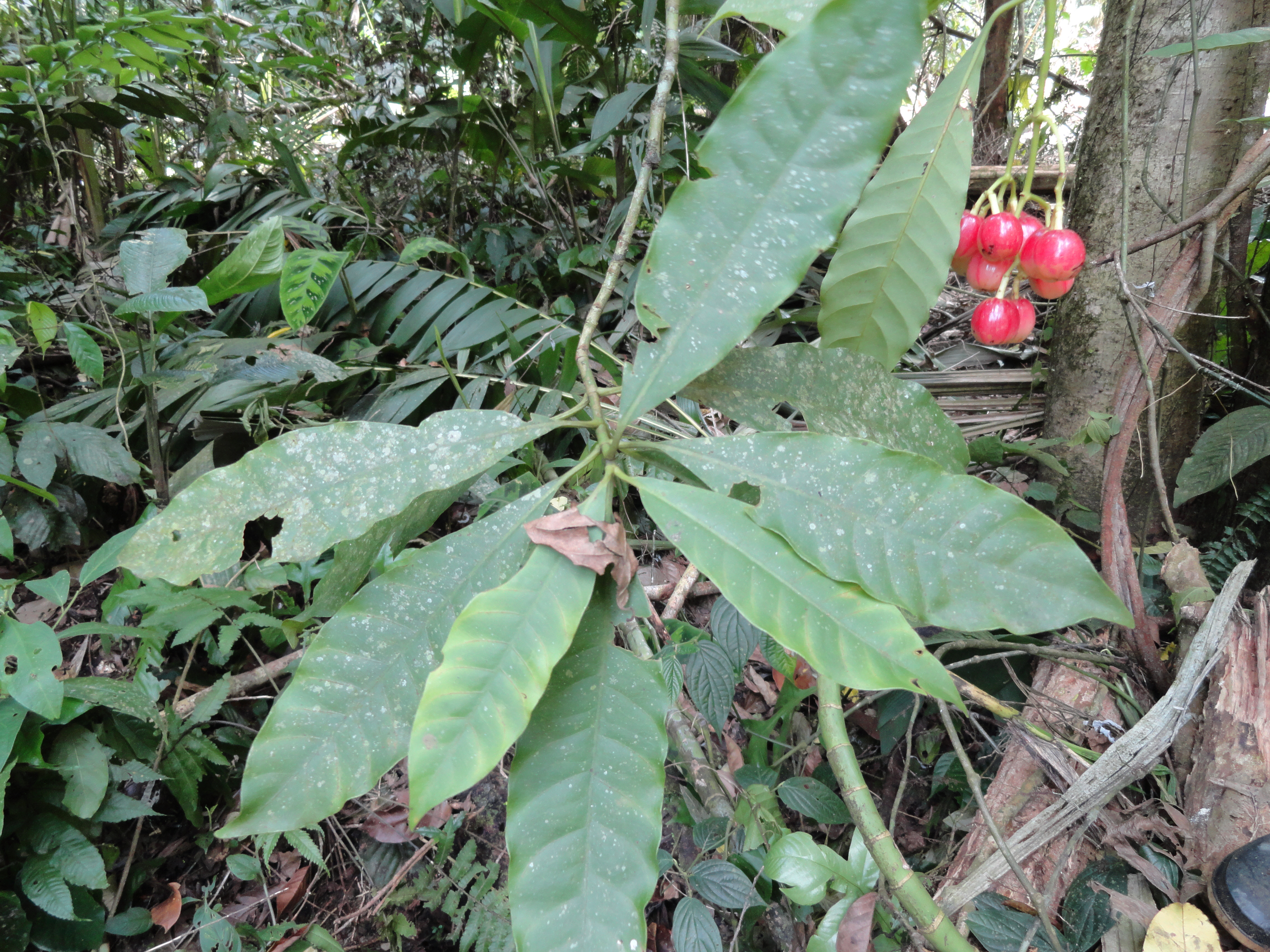

## Dottertaxa tillChrysochlamys, i alfabetisk ordning[1]
- Chrysochlamys allenii
- Chrysochlamys alterninervia
- Chrysochlamys angustifolia
- Chrysochlamys balboa
- Chrysochlamys bracteolata
- Chrysochlamys caribaea
- Chrysochlamys centistaminibus
- Chrysochlamys chrisharonii
- Chrysochlamys colombiana
- Chrysochlamys conferta
- Chrysochlamys croatii
- Chrysochlamys cuneata
- Chrysochlamys dependens
- Chrysochlamys eclipes
- Chrysochlamys faucis
- Chrysochlamys floribunda
- Chrysochlamys glauca
- Chrysochlamys gloriosa
- Chrysochlamys goudotii
- Chrysochlamys grandifolia
- Chrysochlamys guatemaltecana
- Chrysochlamys laxa
- Chrysochlamys macrophylla
- Chrysochlamys membranacea
- Chrysochlamys membrillensis
- Chrysochlamys micrantha
- Chrysochlamys multiflora
- Chrysochlamys myrcioides
- Chrysochlamys nicaraguensis
- Chrysochlamys pachypoda
- Chrysochlamys pauciflora
- Chrysochlamys pavonii
- Chrysochlamys psychotriifolia
- Chrysochlamys saldanhae
- Chrysochlamys silvicola
- Chrysochlamys skutchii
- Chrysochlamys spruceana
- Chrysochlamys tenuifolia
- Chrysochlamys tenuis
- Chrysochlamys ulei
- Chrysochlamys weberbaueri